# Wohn- und Wirtschaftsgebäude Neuendammer Straße 46
Das Wohn- und Wirtschaftsgebäude Neuendammer Straße 46 in der niedersächsischen Stadt Osterholz-Scharmbeck, Ortsteil Pennigbüttel, stammt vom Anfang des 19. Jahrhunderts. Aktuell (2025) wird es zum Wohnen und landwirtschaftlich genutzt.
Das Gebäude steht unter Denkmalschutz (siehe auch Liste der Baudenkmale in Osterholz-Scharmbeck).

## Geschichte und Beschreibung
Das 1216 erstmals erwähnte Dorf Penningbüttel auf der Osterholzer Geest am Rande des Teufelsmoores war im 18./19. Jahrhundert durch die Landwirtschaft geprägt.
Das eingeschossige giebelständige Wohn- und Wirtschaftsgebäude als regionstypisches Zweiständer-Hallenhaus in Raster-Fachwerk mit Steinausfachungen, mit reetgedecktem Satteldach, Uhlenloch, Pferdeköpfe, Ladeluken und der Grooten Door mit geradem Abschluss wurde 1818 (Inschrift) gebaut und 1906 verlängert. Der Wohngiebel hat noch einen Krüppelwalm.